# Le Seigneur des anneaux
Vous lisez un « bon article » labellisé en 2007.
Pour les articles homonymes, voir Le Seigneur des anneaux (homonymie).
Le Seigneur des anneaux (The Lord of the Rings) est un roman de J. R. R. Tolkien paru en trois volumes en 1954 et en 1955. Prenant place dans le monde fictionnel de la Terre du Milieu, il suit la quête du hobbit Frodon Sacquet (Frodo Bessac), qui doit détruire l'Anneau unique afin que celui-ci ne tombe pas entre les mains de Sauron, le Seigneur des ténèbres, qui l'a créé. Plusieurs personnages lui viennent en aide, parmi lesquels son jardinier Sam, les hobbits Meriadoc et Peregrin (Merry et Pippin), le mage Gandalf ou encore l'humain Aragorn, héritier d'une longue lignée de rois.
À la suite du succès critique et commercial du Hobbit, Tolkien entreprend la rédaction du Seigneur des anneaux en décembre 1937 à la demande de son éditeur, Allen & Unwin. Il lui faut douze ans pour parvenir à achever cette suite, qu'il truffe de références et d'allusions au monde du Silmarillion, projet sur lequel il travaille depuis 1917 et dans lequel Le Hobbit a été attiré « contre l'intention première » de son auteur.
À l'origine, Tolkien souhaite publier Le Seigneur des anneaux en un seul volume, mais le prix du papier étant trop élevé en cette période d'après-guerre, l'œuvre est divisée en trois volumes (chacun divisés en deux livres) : La Communauté de l'Anneau / La Fraternité de l'Anneau (The Fellowship of the Ring), Les Deux Tours (The Two Towers) et Le Retour du roi (The Return of the King). Son succès commercial à partir de la décennie suivante ne se dément pas tout au long de la deuxième moitié du XXe siècle ; il donne lieu à des adaptations sur plusieurs supports, dont une série de trois films à grand budget réalisés par Peter Jackson et sortis entre 2001 et 2003.
C'est une des œuvres fondamentales de la littérature dite de fantasy, terme que Tolkien explicite dans son essai Du conte de fées de 1939. L'auteur lui-même considérait son livre comme « un conte de fées […] pour des adultes », écrit « pour amuser (au sens noble) : pour être agréable à lire ».

## Résumé

### La Communauté de l'Anneau (ou La Fraternité de l'Anneau)

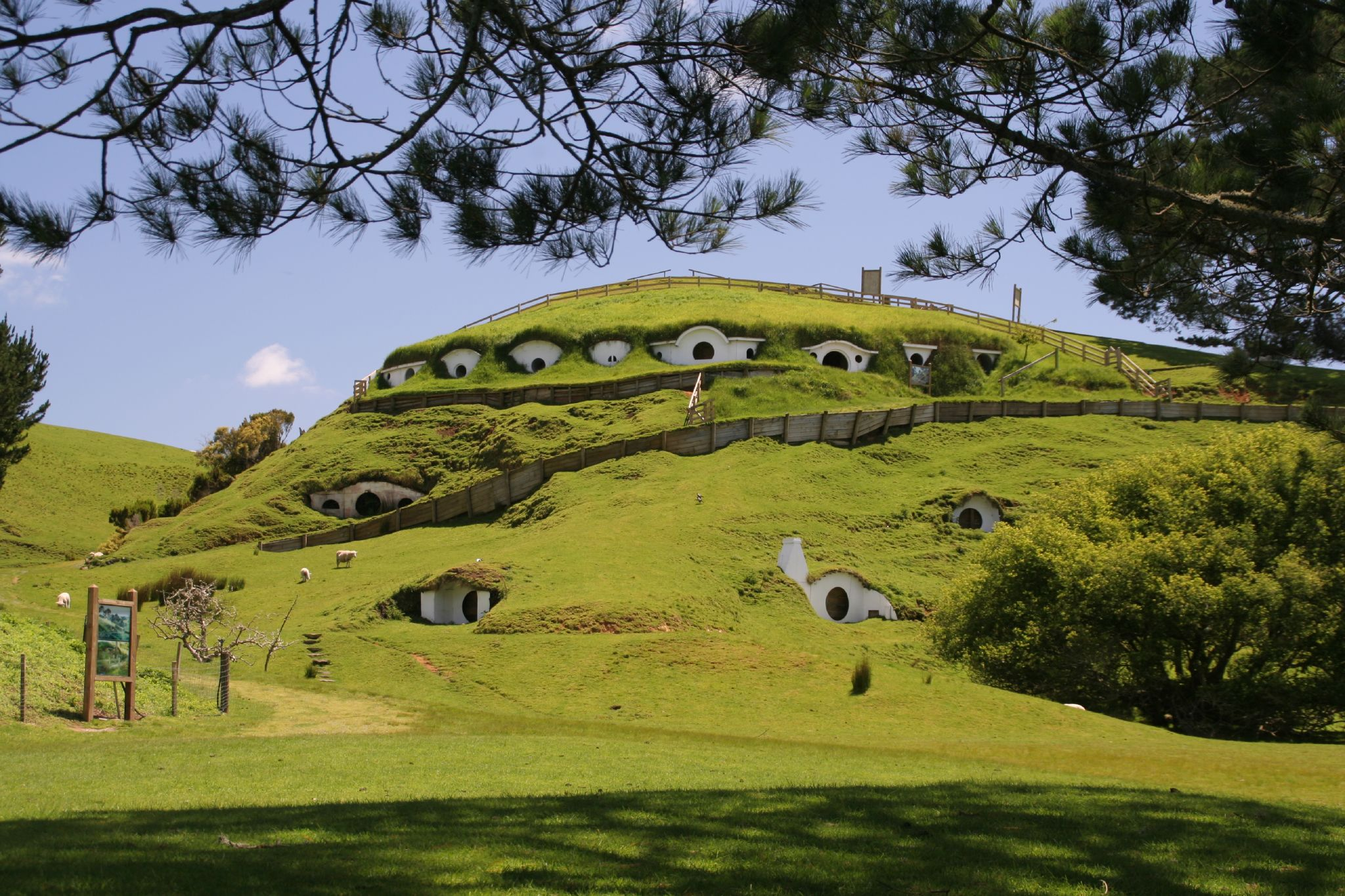
Hobbitebourg : décors employés pour le tournage des films de Peter Jackson.

Après un prologue décrivant les Hobbits et leurs mœurs, le passé de la Terre du Milieu et un rapide résumé des aventures de Bilbon Sacquet (Bilbo Bessac), le livre I s'ouvre sur le cent onzième anniversaire de ce dernier, soixante années après les événements décrits dans Le Hobbit. Au cours de la réception, Bilbon s'éclipse grâce à l'invisibilité que lui confère son anneau magique et quitte Hobbitebourg, laissant la plus grande partie de ses biens, l'anneau compris, à son neveu et héritier désigné, Frodon Sacquet (Frodo Bessac). Dix-sept ans plus tard, leur vieil ami, le magicien Gandalf le Gris, révèle à Frodon que son anneau est en réalité l'Anneau unique, instrument du pouvoir de Sauron, le Seigneur Sombre, qui l'a perdu jadis ; s'il devait le retrouver, son pouvoir deviendrait insurmontable. Gandalf presse Frodon de quitter la Comté, qui n'est plus sûre pour lui, et de se mettre en route pour le refuge qu'est Fondcombe (Fendeval), la demeure d'Elrond le Semi-elfe.
Frodon vend sa demeure de Cul-de-Sac, dissimulant son départ sous le prétexte d'un déménagement au Pays-de-Bouc, à la lisière orientale de la Comté. Accompagné de son jardinier Sam Gamegie (Sam Gamgie) et d'un jeune ami, Pippin, il échappe de justesse à plusieurs reprises aux Cavaliers noirs, serviteurs de Sauron chargés de retrouver l'Anneau unique. Les trois compagnons atteignent le Pays-de-Bouc, à l'est de la Comté, où Merry les rejoint. Les quatre hobbits poursuivent leur route vers l'est, échappant aux dangers de la Vieille Forêt et des Hauts des Galgals (Coteaux des Tertres) grâce à l'énigmatique Tom Bombadil. À Bree (Brie), ils font la connaissance de l'étrange Grands-Pas (l'Arpenteur), un ami de Gandalf, qui devient leur guide et révèle son véritable nom : Aragorn. Les Cavaliers noirs, toujours à leurs trousses, parviennent à blesser Frodon près du Mont Venteux (Montauvent), mais il parvient à franchir le gué de Bruinen grâce à l'elfe Glorfindel et les Nazgûls sont emportés par une crue soudaine de la rivière. Frodon s'évanouit alors.
Au début du livre II, Frodon se réveille à Fondcombe, où il a reçu les soins d'Elrond et où il retrouve Bilbon. S'ensuit le Conseil d'Elrond, auquel assistent des représentants des principales races de la Terre du Milieu : Elfes, Nains et Hommes. Gandalf leur apprend la trahison de Saroumane (Saruman), son supérieur dans l'Ordre des Mages, qui recherche l'Unique pour lui-même. Après avoir examiné toutes les possibilités qui s'offrent à eux, les participants au Conseil décident que le seul moyen de vaincre Sauron est de détruire l'Anneau en l'amenant au cœur du Mordor, pays de Sauron, et en le jetant dans la lave des Crevasses du Destin, là où il fut forgé. Frodon se déclare volontaire pour accomplir cette tâche, et une « Communauté de l'Anneau » est formée pour l'accompagner et l'aider : elle comprend Frodon et ses trois compagnons hobbits Sam, Merry et Pippin, ainsi que Gandalf, Aragorn, Boromir du Gondor, Gimli le nain et Legolas l'elfe.
La compagnie traverse l'Eregion déserte avant de tenter de franchir les Monts Brumeux (Montagnes de Brume) par le col enneigé du Caradhras. Après leur échec face aux éléments déchaînés, Gandalf conduit ses compagnons dans les mines de Moria, ancienne cité naine désormais peuplée par des gobelins, mais il tombe dans un gouffre en affrontant le Balrog, une antique créature démoniaque. La Communauté, désormais menée par Aragorn, quitte la Moria et entre dans le pays elfique de Lothlórien, gouverné par Celeborn et Galadriel. Frodon et Sam regardent dans le miroir de Galadriel et voient des visions du passé, du présent et d'un possible futur. Terrifié par l'Œil de Sauron, Frodon propose de remettre l'Anneau à Galadriel, mais celle-ci surmonte la tentation. Les compagnons quittent la Lórien, avec des présents donnés par les elfes, à bord de trois bateaux et descendent le grand fleuve Anduin. Arrivée à hauteur des chutes de Rauros, la Communauté se sépare après une attaque d'Orques et Frodon et Sam partent seuls en direction du Mordor.

### Les Deux Tours

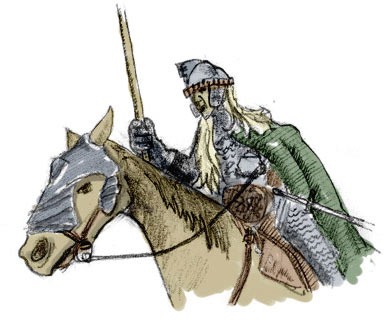
Un cavalier du Rohan.

Le deuxième volume suit les différents chemins empruntés par les membres de la Communauté dissoute.
Au début du livre III, Boromir meurt en tentant de défendre Merry et Pippin, qui sont enlevés par les Uruk-hai de Saroumane. Après avoir offert des funérailles au capitaine du Gondor, Aragorn, Legolas et Gimli se lancent à leurs trousses à travers les plaines du Rohan. Aux abords de la forêt de Fangorn, ils retrouvent Gandalf, désormais le Blanc, qui a été renvoyé en Terre du Milieu pour achever sa mission après avoir péri en terrassant le Balrog. Les quatre compagnons se rendent à Edoras, où Gandalf libère le roi Théoden de l'emprise de son conseiller Gríma Langue de Serpent, un pantin de Saroumane. Ils participent à la guerre du Rohan contre les armées de Saroumane, qui sont vaincues lors de la bataille de Fort-le-Cor (bataille de la Ferté-au-Cor) tandis qu'Orthanc, la forteresse de Saroumane, est prise d'assaut par les Ents, des créatures à l'apparence d'arbres menées par Sylvebarbe (Barbebois) auprès de qui Merry et Pippin ont trouvé refuge. Refusant de se repentir de ses erreurs, Saroumane est exclu de l'Ordre des Mages par Gandalf.
Le livre IV suit Frodon et Sam sur la route du Mordor. Ils parviennent à capturer et à apprivoiser Gollum, l'ancien détenteur de l'Anneau, qui les suivait depuis la Moria. Il les guide vers une entrée secrète du Mordor, dans la vallée de Minas Morgul. Traversant l'Ithilien, ils sont capturés par Faramir, le frère de Boromir, qui les relâche lorsqu'il apprend l'importance de leur mission. À la fin du livre, Gollum trahit Frodon en le menant dans le repaire d'Arachne (Araigne), l'araignée géante. Il survit, mais est fait prisonnier par les Orques de Cirith Ungol après que Sam lui a pris l'Anneau, le croyant mort empoisonné par le venin de l'araignée.

### Le Retour du Roi
Le livre V relate la guerre entre le Gondor et le Mordor, vue à travers les yeux de Merry aux côtés du roi des Rohirrim Théoden, et par Pippin aux côtés de Denethor, surintendant de Minas Tirith, capitale du Gondor. La Cité Blanche, assiégée par des milliers d'Orques, est sauvée par l'arrivée des cavaliers du Rohan, puis par celle d'Aragorn, qui a libéré le sud du Gondor grâce à l'armée des Morts et s'est emparé de la flotte des pirates d'Umbar, alliés de Sauron. La bataille des champs du Pelennor se conclut par une défaite des forces de Sauron, mais ce dernier dispose encore de forces prodigieuses dont ne peuvent espérer triompher les Peuples libres. Afin de détourner l'attention de Sauron de la quête de Frodon, Aragorn mène une armée très réduite devant la Morannon, la Porte Noire du Mordor, pour y livrer une bataille désespérée face aux troupes innombrables de Sauron.
Le livre VI revient à Sam, qui libère Frodon des Orques de Cirith Ungol. Les deux hobbits traversent à grand-peine le désert du plateau de Gorgoroth et atteignent le Mont Destin, Gollum sur leurs talons. La tentation se révèle alors trop forte pour Frodon, qui revendique l'Anneau et le passe à son doigt. Il est attaqué par Gollum, qui lui tranche le doigt à coups de dents pour récupérer l'Unique avant de tomber dans les flammes de la montagne en fêtant son triomphe. Par ce retournement de situation eucatastrophique, l'Anneau est détruit, Sauron définitivement vaincu et ses armées en déroute. Aragorn est couronné roi du Gondor et épouse sa promise Arwen, la fille d'Elrond. Après plusieurs semaines de festivités, les membres de la Communauté retournent chez eux. De retour dans la Comté, les quatre hobbits retrouvent leur pays ravagé par des brigands humains et des semi-orques. À Cul-de-Sac, après avoir mis les bandits en déroute, ils découvrent que le responsable de ce chaos n'est autre que Saroumane, qui trouve peu après la mort aux mains de Gríma. la Comté connaît par la suite une grande embellie, mais Frodon, blessé physiquement et mentalement, ne peut apprécier ce renouveau. Il finit par faire voile vers l'Ouest avec Bilbon pour y trouver la paix, accompagné des porteurs des Trois anneaux des Elfes, Galadriel, Elrond et Gandalf. Le Troisième Âge du Soleil et Le Seigneur des anneaux s'achèvent.
Le récit proprement dit est suivi de six appendices, visant à donner de plus amples informations sur le passé, les peuples, les langues de la Terre du Milieu :
- L'appendice A retrace brièvement l'histoire des royaumes des Hommes (Númenor, puis l'Arnor et le Gondor, le Rohan enfin) et des Nains.
- L'appendice B propose des annales des Deuxième et surtout du Troisième Âges.
- L'appendice C contient les arbres généalogiques des principaux hobbits du récit.
- L'appendice D étudie les divers calendriers employés par les Elfes, les Hommes et les Hobbits.
- L'appendice E présente les deux principaux alphabets de la Terre du Milieu, les tengwar et les cirth, avec des précisions sur la prononciation des langues.
- L'appendice F s'intéresse aux langues des peuples de la Terre du Milieu et discute de questions de traduction.

## Histoire

### Rédaction
Un mois après la publication du Hobbit, le 21 septembre 1937, Stanley Unwin, l'éditeur de Tolkien, lui écrit qu'un « large public réclamerait à cor et à cri dès l'année suivante qu'il leur en dise plus au sujet des Hobbits ! », ce à quoi Tolkien, « inquiet », répond qu'il « ne saurai[t] que dire de plus à propos des Hobbits », mais qu'il n'a « en revanche que trop de choses à dire […] à propos du monde dans lequel ce Hobbit a fait intrusion » : en effet, cela fait vingt ans qu'il travaille sur les textes du « Silmarillion ». Après une réponse encourageante d'Unwin, Tolkien promet qu'il commencera quelque chose dès que possible. Le 19 décembre, il écrit à C. A. Furth, de Allen & Unwin : « J'ai écrit le premier chapitre d'une nouvelle histoire sur les Hobbits — "Une réception depuis longtemps attendue" ». Dans ce chapitre, le héros est encore Bilbon Sacquet, qui disparaît de Hobbitebourg lors de la réception donnée pour son soixante-dixième anniversaire : le trésor qu'il a rapporté d'Erebor est épuisé, et il éprouve le désir de repartir à l'aventure.

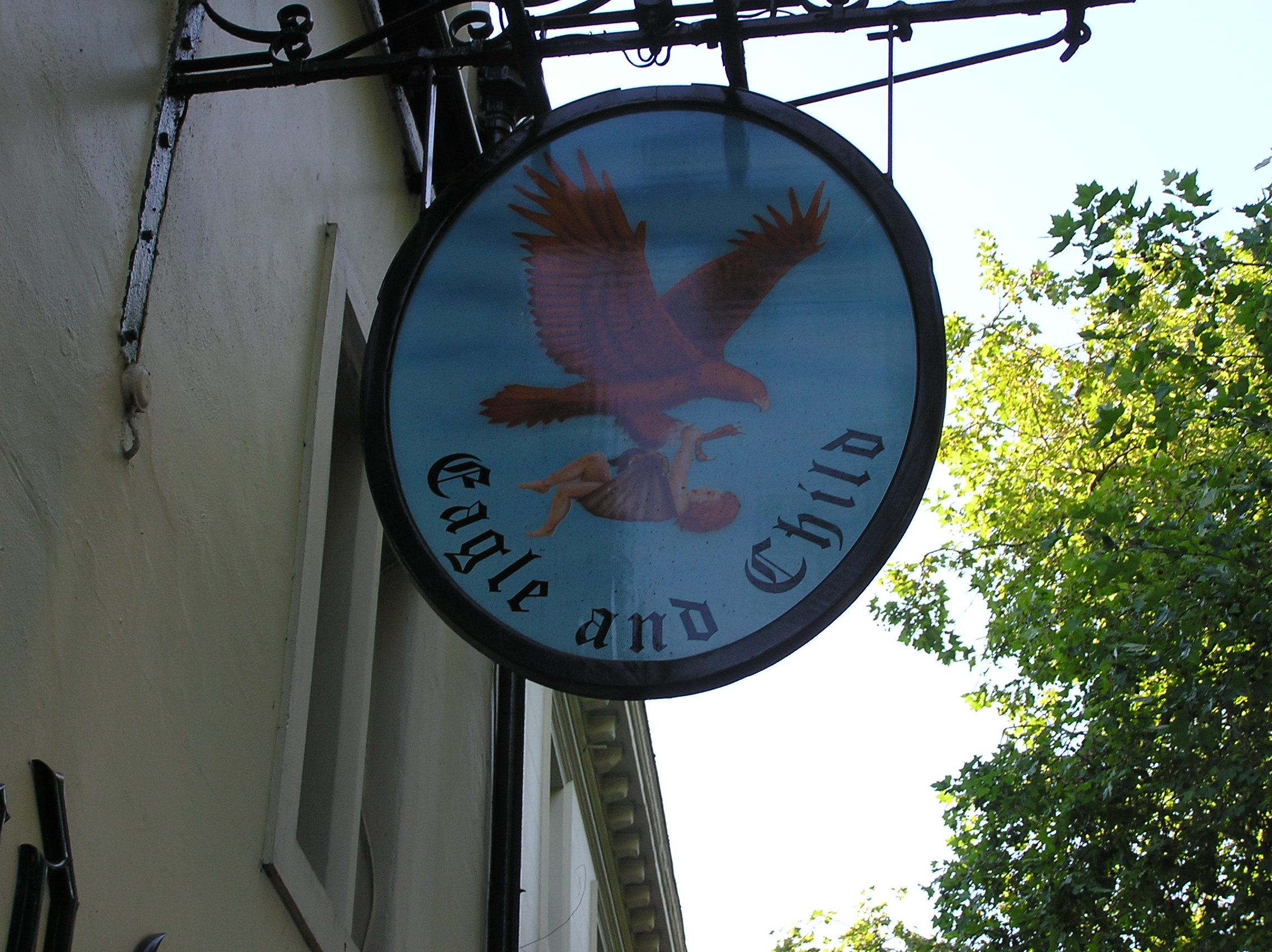
Enseigne du pub Eagle and Child, à Oxford, où se réunissaient les Inklings. Tolkien leur lut Le Seigneur des anneaux au fur et à mesure qu'il l'écrivait.

Après plusieurs faux départs, Tolkien décide de placer l'anneau trouvé par Bilbon lors de son aventure au centre de cette suite : à l'origine simple objet magique, il devient au fil des réécritures le terrible Anneau unique forgé par Sauron. L'histoire se met lentement en place : les hobbits Bingo, Frodon et Odo partent pour Fondcombe, dans un récit au ton encore bon enfant, proche de celui du Hobbit, qui subsistera en grande partie dans la version définitive des premiers chapitres du Livre I. Sur leur route, les hobbits croisent un cavalier entièrement drapé dans un manteau. Après un bref moment d'angoisse, le cavalier éclate de rire : il s'agit du magicien Gandalf. Mais Tolkien abandonne aussitôt cette idée au profit d'une autre, bien plus sinistre : Bingo et ses compagnons sont désormais poursuivis par des Cavaliers Noirs. Dans une lettre à Stanley Unwin, Tolkien indique alors que l'histoire a pris « un tour inattendu ».
À la mi-septembre 1938, le récit atteint le milieu de la conversation entre Bingo, peu après rebaptisé Frodo, et le nain Glóin à Fondcombe. Tolkien s'arrête alors un moment et retravaille les premiers chapitres, car l'histoire évolue alors même qu'il l'écrit, nécessitant de fréquentes corrections pour accorder les passages les plus anciens avec les plus récents. Le livre couvre alors 300 pages manuscrites et Tolkien, optimiste, estime qu'il en faudra encore 200 pour le terminer. Le récit est pourtant encore loin de sa version finale : par exemple, l'étranger que les hobbits rencontrent à Bree n'est pas encore Aragorn, Rôdeur descendant des rois de jadis, mais Trotter, un simple hobbit aventureux qui porte des chaussures de bois.
1939 est une année difficile pour Tolkien : un accident survenu au cours de l'été se solde par une commotion cérébrale, et le début de la Seconde Guerre mondiale entraîne un accroissement de ses responsabilités à Oxford. Il continue pourtant à travailler sur Le Seigneur des anneaux, qui atteint le chapitre « Les Mines de la Moria » (finalement « Un voyage dans le noir », chapitre 4 du Livre II) en décembre. Il n'y revient pas avant août 1940, mais se consacre à des corrections dans le texte déjà existant, et ne recommence à écrire qu'à la fin de l'année 1941. Il termine alors le Livre II et commence le III, dont les quatre premiers chapitres sont écrits fin janvier. À l'automne, le Livre III est terminé.
Le livre ne progresse plus avant le printemps 1944, lorsque Tolkien entame « dans la douleur » le Livre IV. Tolkien écrit les chapitres et les fait lire au fur et à mesure à son ami C. S. Lewis et à son fils Christopher, qui se trouve alors en Afrique du Sud pour s'entraîner avec la Royal Air Force. Tous deux sont très enthousiastes, ce qui motive Tolkien : il achève le Livre IV à la fin du mois de mai, avant de s'arrêter de nouveau. Le 12 août, il écrit à Christopher : « Toute inspiration pour [Le Seigneur des anneaux] s'est complètement tarie, et j'en suis au même point qu'au printemps, avec toute l'inertie à surmonter de nouveau. Quel soulagement ce serait d'en finir ».
Tolkien commence le Livre V, persuadé qu'il s'agira du dernier, en octobre. Mais il n'avance guère, et ce n'est qu'en septembre 1946 qu'il progresse véritablement, après un long moment sans avoir travaillé sur le récit. Ce cinquième livre est achevé un peu plus d'un an plus tard, en octobre 1947, Tolkien ayant dans le même temps apporté le lot habituel de corrections aux premiers livres. Finalement, la rédaction du Seigneur des anneaux est achevée, du moins au brouillon, entre la mi-août et la mi-septembre 1948. Le livre inclut alors un épilogue centré sur Sam et ses enfants, mais Tolkien se laisse convaincre de l'omettre.
Les brouillons du Seigneur des anneaux ont été publiés et étudiés par Christopher Tolkien dans les tomes 6 à 9 de son Histoire de la Terre du Milieu, non traduits en français : The Return of the Shadow, The Treason of Isengard, The War of the Ring et Sauron Defeated (1988-1992).
En mai 1957, Tolkien vend les brouillons du Seigneur des anneaux (entre autres) pour 1 500 £ à l'université Marquette de Milwaukee, à la requête du bibliothécaire de cette dernière, William B. Ready. Avant de les envoyer, Tolkien entreprend de les annoter et de les classifier, mais la tâche se révèle trop longue, et en fin de compte, les papiers sont envoyés dans le désordre à Marquette en 1958. Tolkien s'aperçoit ultérieurement que certains papiers liés au Seigneur des anneaux (principalement parmi les brouillons les plus anciens) sont toujours en sa possession. Finalement, c'est son fils Christopher qui, après avoir étudié et publié ces brouillons dans le cadre de son Histoire de la Terre du Milieu, envoie ces documents à Marquette. L'université américaine possède plus de 9 200 pages concernant Le Seigneur des anneaux.

### Influences de Tolkien

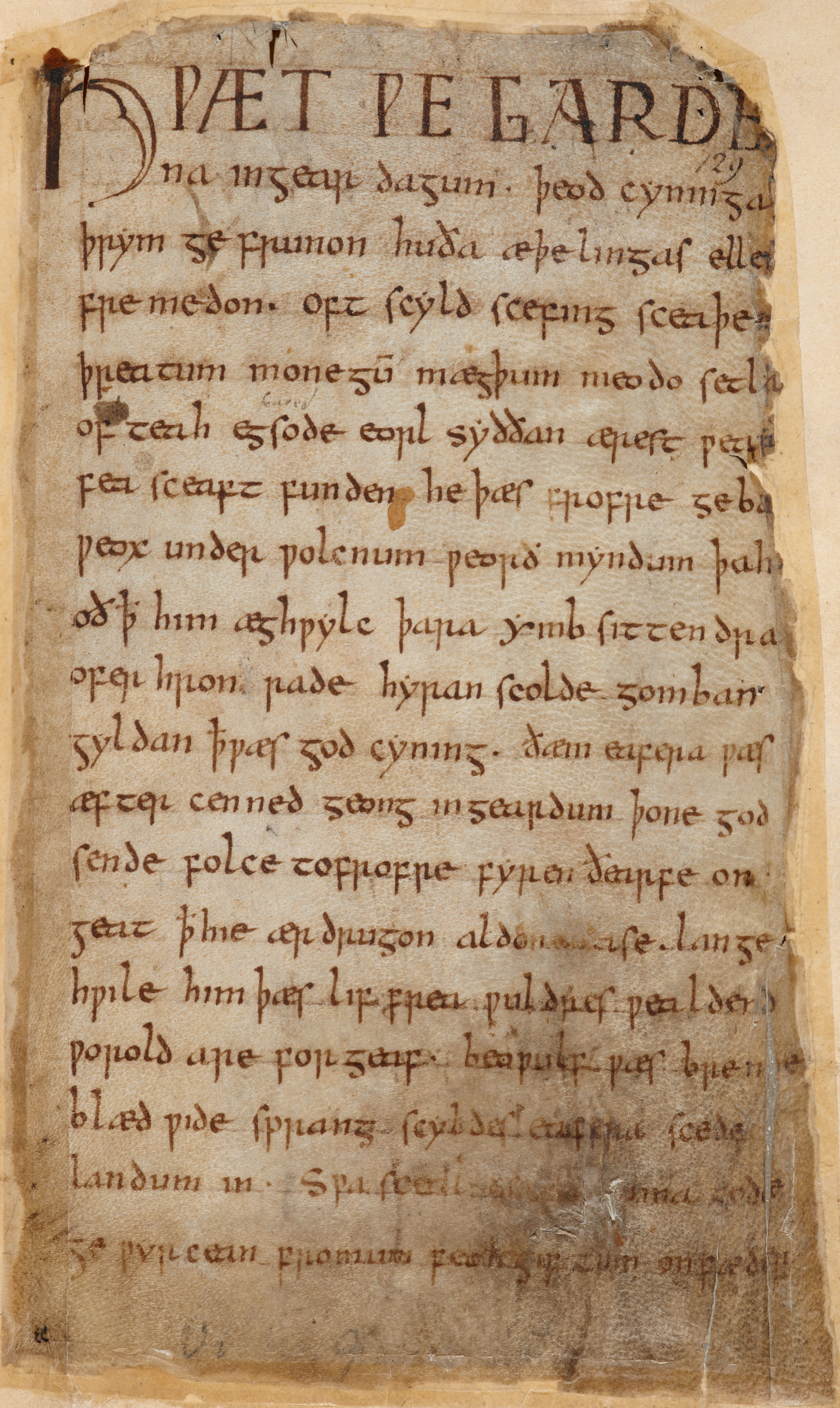
Première page du manuscrit de Beowulf.

Le Seigneur des anneaux est né des passions de Tolkien : la philologie, les contes de fées ainsi que les sagas norroises, Beowulf, les Eddas et le Kalevala. L'idée de l'Anneau unique qui gouverne le monde et trompe son porteur est présente dans le cycle des Nibelungen, saga germanique médiévale reprise par Richard Wagner dans sa tétralogie de L'Anneau du Nibelung. Fort de sa connaissance directe des sources antérieures, J.R.R. Tolkien nie toute influence de ce dernier : « Ces deux anneaux sont ronds, et c'est là leur seule ressemblance », répond-il à l'introduction de la traduction suédoise du Seigneur des anneaux qui affirme que « l'Anneau est, d'une certaine manière, "der Nibelungen Ring" ». Comme le soulignent Wayne G. Hammond et Christina Scull, l'anneau d'invisibilité est un objet courant dans la littérature, que l'on retrouve dans les contes de fées d'Andrew Lang, chez Chrétien de Troyes (Yvain ou le Chevalier au lion) et jusque dans La République de Platon avec l'anneau de Gygès.
De la même façon, J.R.R. Tolkien réfute vigoureusement toute interprétation allégorique de son œuvre, en particulier celle visant à dresser un parallèle entre la guerre de l'Anneau et la Seconde Guerre mondiale :

« La vraie guerre ne ressemble en rien à la guerre légendaire, dans sa manière ou dans son déroulement. Si elle avait inspiré ou dicté le développement de la légende, l'Anneau aurait certainement été saisi et utilisé contre Sauron ; celui-ci n'aurait pas été anéanti, mais asservi, et Barad-dûr n'aurait pas été détruite, mais occupée. Saruman, n'ayant pas réussi à s'emparer de l'Anneau, aurait profité de la confusion et de la fourberie ambiantes pour trouver, au Mordor, le chaînon manquant de ses propres recherches dans la confection d'anneaux ; et bientôt il aurait fabriqué son propre Grand Anneau, de manière à défier le Maître autoproclamé de la Terre du Milieu. Dans un tel conflit, les deux camps n'auraient eu que de la haine et du mépris pour les hobbits, qui n'auraient pas survécu longtemps, même en tant qu'esclaves. »

— Avant-propos de la seconde édition du Seigneur des anneaux
Il ne nie toutefois pas avoir été influencé par la « noirceur » des années d'écriture du Seigneur des anneaux.
Dans une lettre au père Robert Murray, Tolkien décrit Le Seigneur des anneaux comme « une œuvre fondamentalement religieuse et catholique ; de manière inconsciente dans un premier temps, puis de manière consciente lorsque je l'ai retravaillée ». Plusieurs thèmes mythologiques et catholiques sous-tendent la narration : l'ennoblissement des humbles, la pitié, le libre arbitre, ainsi que l'attirance pour le pouvoir et la « tentation du Bien », celle qui vise à atteindre le Bien en usant de tous les moyens, même les plus mauvais, à laquelle Gandalf et Galadriel manquent de succomber. Mais pour Tolkien, l'élément au centre de son livre n'est autre que la Mort et la réflexion sur la condition mortelle, déjà au centre de ses analyses consacrées à Beowulf. Cet aspect est étudié par Vincent Ferré dans son livre Tolkien : sur les rivages de la Terre du Milieu (Christian Bourgois, 2001).

### Publication
Le Seigneur des anneaux est globalement achevé en octobre 1949. En théorie, il devrait être publié par Allen & Unwin, à qui Tolkien avait promis une suite du Hobbit. Cependant, l'idée le prend de vouloir publier Le Seigneur des anneaux avec Le Silmarillion, qui avait été refusé par Allen & Unwin en 1937, lorsque Tolkien le leur avait soumis — refus qui, par ailleurs, a fait naître un certain ressentiment chez lui.
Durant l'automne 1949, Tolkien fait la connaissance de Milton Waldman, de la maison d'édition londonienne Collins, par l'entremise de Gervase Mathew, un membre des Inklings. Waldman propose à Tolkien d'éditer les deux livres ensemble, offre que Tolkien s'empresse d'accepter. En février 1950, il écrit à Stanley Unwin qu'il exige que Le Silmarillion soit édité avec Le Seigneur des anneaux. Après quelques mésaventures, notamment une note de Rayner Unwin que Tolkien n'aurait pas dû lire, dans laquelle le fils de Stanley propose à son père d'éditer Le Seigneur des anneaux, puis de « laisser tomber » Le Silmarillion, Tolkien pose un ultimatum à Unwin : soit il prend les deux ouvrages, soit il n'en a aucun. Unwin refuse, n'ayant même pas vu le manuscrit du Seigneur des anneaux.
Tolkien s'en remet alors à Waldman ; celui-ci l'assure que Collins éditera ses deux livres durant l'automne 1950. Mais Waldman, malade, est forcé de faire de fréquents séjours en Italie, et ses remplaçants sont beaucoup moins enthousiastes au sujet des deux volumineux livres de Tolkien. Au début de l'année 1952, rien n'est encore fait, si bien que Tolkien somme Collins de publier Le Seigneur des anneaux au plus tôt, sans quoi il se rapproprie le manuscrit. La longueur du texte affole les éditeurs, qui refusent net.
Rayner Unwin, au courant de ses démêlés avec Collins, reprend alors contact avec Tolkien, qui fait son mea culpa et demande s'il est encore possible de faire quelque chose « pour déverrouiller les portes que j'ai moi-même claquées ? », ce à quoi Unwin répond : « Nous voulons absolument vous publier — ce ne sont que les circonstances qui nous ont retenus. » S'ensuit un long travail de relecture et de correction, au cours duquel il est finalement décidé de publier le livre en trois volumes. Après beaucoup d'hésitations, les titres La Communauté de l'Anneau (The Fellowship of the Ring), Les Deux Tours (The Two Towers) et Le Retour du Roi (The Return of the King) sont choisis, ce dernier contre l'avis de Tolkien qui préfère La Guerre de l'anneau (The War of the Ring), moins révélateur de l'issue du récit.
Ce découpage en trois tomes fait que l'on décrit souvent le Seigneur des anneaux comme une trilogie, mais ce terme est techniquement incorrect, car il a été écrit et conçu d'un seul tenant. Néanmoins, Tolkien lui-même reprend dans ses lettres, de temps à autre, le terme de « trilogie » lorsqu'il est employé par ses correspondants.
La Communauté de l'Anneau est publié au Royaume-Uni par Allen & Unwin le 29 juillet 1954, suivi par Les Deux Tours le 11 novembre 1954 et par Le Retour du Roi le 20 octobre 1955, ce tome ayant été retardé à cause des difficultés de Tolkien pour écrire les appendices. Aux États-Unis, Houghton Mifflin publie le volume 1 le 21 octobre 1954, le volume 2 le 21 avril 1955 et le volume 3 le 5 janvier 1956. Défiant les prévisions pessimistes de Rayner Unwin, le premier tirage des deux premiers volumes, assez faible (4 500 exemplaires pour La Communauté de l'Anneau et 4 250 pour Les Deux Tours, couvrant les marchés britannique et américain) est rapidement épuisé, réclamant une réimpression rapide. Ce succès explique que le tirage initial du Retour du Roi, paru un an plus tard, ait été de 12 000 exemplaires.
Au début des années 1960, Donald Wollheim, un auteur de science-fiction pour la maison d'édition Ace Books, estime que Le Seigneur des anneaux ne bénéficie pas de la protection du copyright américain à l'intérieur des États-Unis, en raison de l'édition en couverture rigide (hardcover) du livre chez Houghton Mifflin, compilée à partir de pages imprimées au Royaume-Uni pour l'édition britannique. Ace Books publie une édition pirate, sans avoir obtenu d'autorisation de la part de Tolkien et sans lui offrir aucune compensation. Tolkien le fait savoir clairement aux fans américains qui lui écrivent et passe l'été 1965 à réviser le texte du livre, corrigeant les fautes, adaptant quelques éléments de la mythologie toujours mouvante du Silmarillion et rédigeant un nouvel avant-propos, disant à propos de celui de la première édition : « confondre (comme il le fait) de véritables éléments personnels avec la "machinerie" du Conte est une grave erreur ». Cette seconde édition du Seigneur des anneaux est publiée au format poche chez Ballantine Books en octobre 1965. Ace Books finit par abandonner l'édition non autorisée et par signer un accord à l'amiable avec Tolkien, lui payant 4 % des bénéfices et s'engageant à ne pas réimprimer le livre. Par la suite, Wollheim continue cependant à affirmer qu'Ace Books était dans son droit en publiant cette édition pirate. Ce n'est qu'en 1992 que cette controverse est tranchée par une décision de justice, qui statue que la première édition américaine du Seigneur des anneaux chez Houghton Mifflin était bien soumise au copyright américain.
À l'occasion du cinquantième anniversaire de la publication du Seigneur des anneaux, une nouvelle édition du livre est parue, sous la direction de Wayne G. Hammond et Christina Scull. Un grand nombre de coquilles y sont corrigées, ainsi que certaines erreurs du texte lui-même. La liste des corrections se trouve dans l'ouvrage séparé The Lord of the Rings: A Reader's Companion.
Avec la sortie de l'adaptation filmée, les ventes de livres grimpent. Selon David Brawn, l'éditeur de Tolkien chez HarperCollins, qui détient les droits pour le monde anglo-saxon, à l'exception des États-Unis : « En trois ans, de 2001 à 2003, il s'est vendu 25 millions d'exemplaires du Seigneur des anneaux — 15 millions en anglais et 10 millions dans les autres langues. Et au Royaume-Uni les ventes ont augmenté de 1000 % après la sortie du premier film de la trilogie ».

### Traductions
Le livre a été traduit dans une trentaine de langues. La traduction initiale en français est due à Francis Ledoux et est publiée par l'éditeur Christian Bourgois en 1972-1973. Le premier tome reçoit le Prix du Meilleur livre étranger en 1973. Cette traduction est sujette à débat : si elle est d'une certaine qualité littéraire (Ledoux a également traduit Charles Dickens, Daniel Defoe, Edgar Allan Poe, entre autres), elle est truffée de coquilles et d'erreurs de traduction, certaines imputables au fait que Ledoux ne disposait pas du Silmarillion, notamment pour les pluriels des noms en quenya : the Valar est ainsi traduit par « le Valar » au lieu de « les Valar ». Le premier tome d'une nouvelle traduction, assurée par Daniel Lauzon, est paru chez Christian Bourgois en 2014 sous le titre La Fraternité de l'Anneau, suivi des Deux Tours en 2015 et du Retour du Roi en 2016.
Philologue, connaissant une douzaine de langues anciennes et modernes (parmi lesquelles le norrois, le gotique, le vieil anglais, le latin, le grec, l'espagnol, le français, le finnois, le gallois, le russe ou l'italien), Tolkien s'intéresse de près aux premières traductions de son livre (néerlandaise en 1956-1957, suédoise en 1959-1961) et émet plusieurs commentaires afin d'éclairer ses intentions dans la création de tel ou tel nom, en particulier les toponymes de la Comté, dans lesquels Tolkien a glissé nombre de jeux de mots philologiques à plusieurs niveaux. Conscient des difficultés posées par les noms propres de son œuvre, Tolkien aborde la question dans un long essai, « Guide to the Names in The Lord of the Rings », publié à titre posthume dans le recueil A Tolkien Compass (1975). Les dernières éditions de ce recueil ne contiennent plus l'essai de Tolkien, mais une version augmentée est reprise dans The Lord of the Rings: A Reader's Companion. Les problèmes posés par la traduction des livres de Tolkien ont par la suite été abordés par d'autres auteurs.

### Accueil critique
Si la valeur littéraire du Seigneur des anneaux est reconnue presque universellement, le livre est longtemps l'objet d'un certain mépris universitaire qui s'inscrit dans un mouvement qu'Ursula K. Le Guin caractérise comme une « méfiance puritaine profonde à l'égard du fantastique ». Les accusations les plus récurrentes touchent au discours politique attribué au texte, tour à tour qualifié de paternaliste, réactionnaire, anti-intellectuel ou fasciste.

#### Dans le monde anglophone
À la parution de La Communauté de l'Anneau, les critiques sont dans l'ensemble mitigées. La plus élogieuse est celle de C. S. Lewis, ami de Tolkien, qui déclare, dans sa critique pour Time and Tide :

« Ce livre est comme un éclair dans un ciel ensoleillé : aussi différent, aussi inattendu à notre époque que Les Chants d'Innocence l'étaient à la leur. Il est inadéquat de dire qu'à l'intérieur la romance héroïque, superbe, éloquente, et vierge de toute honte, a soudain réapparu dans une période à l'antiromantisme presque pathologique. Pour nous, qui vivons en ces étranges temps, le retour, et le soulagement pur qui en découle, est sans nul doute chose importante. Mais dans l'histoire du Roman elle-même, une histoire qui remonte jusqu'à l'Odyssée et au-delà, il ne s'agit pas d'un recul, mais d'une avancée et d'une révolution : la conquête de nouveaux territoires. »

— C. S. Lewis, « The Gods Return to Earth », dans Time and Tide, 14 août 1954
Néanmoins, Lewis, auteur controversé, prévient Tolkien que son soutien « peut [lui] faire plus de mal que de bien », et c'est effectivement ce qui se passe : plusieurs critiques préfèrent moquer l'enthousiasme de Lewis et sa comparaison du Seigneur des anneaux  avec L'Arioste que s'attacher vraiment au livre de Tolkien. Beaucoup d'entre eux trouvent à redire au style : dans le Daily Telegraph, Peter Green trouve qu'il varie « du préraphaélite au Boy's Own Paper [un journal pour enfants] », et ajoute que le livre « devrait être immensément populaire chez les enfants de 10 ans qui ne préfèrent pas la science-fiction ». Même ainsi, il reconnaît que « cet ouvrage informe exerce une fascination indéniable », et la plupart des critiques s'accordent avec lui : quels que soient les défauts qu'ils lui trouvent, Le Seigneur des anneaux possède quelque chose d'indéfinissable et de marquant, qui fait que « même une simple lecture ne sera pas oubliée de sitôt ».
Les critiques des deux autres volumes suivent peu ou prou le même modèle, mais la parution du Retour du Roi permet aux journalistes d'appréhender enfin Le Seigneur des anneaux dans son entièreté. C. S. Lewis publie une seconde critique dans Time and Tide, où il déclare que, s'il est encore trop tôt pour juger le livre, « il nous a fait quelque chose. Nous ne sommes plus tout à fait les mêmes ». À l'opposé se trouve la critique fameuse d'Edmund Wilson pour The Nation, selon laquelle peu de choses, dans le livre, « dépasse[nt] l'entendement d'un enfant de sept ans », et que les compliments qui lui sont faits ne sont dus qu'au fait que « certaines personnes – peut-être en particulier en Grande-Bretagne – ont toute leur vie un goût pour des déchets juvéniles ». Dans sa propre critique, W. H. Auden, qui a déjà déclaré au sujet de La Communauté de l'Anneau qu'« aucune œuvre de fiction ne [lui] a donné autant de plaisir ces cinq dernières années », résume les réactions passionnées au Seigneur des anneaux : « Je ne me rappelle guère d'autre livre au sujet duquel nous ayons eu d'aussi violentes disputes. Personne ne semble avoir une opinion modérée ; soit, comme moi-même, les gens trouvent qu'il s'agit d'une œuvre maîtresse de son genre ou ils ne peuvent le supporter ». Amusé par ces querelles, Tolkien compose ce petit quatrain :
Le Seigneur des anneaux

Est une de ces choses :

Si vous l'aimez c'est bien

Sinon vous criez bah !
À la fin du XXe siècle, plusieurs sondages effectués au Royaume-Uni montrent l'engouement populaire suscité par Le Seigneur des anneaux : un sondage organisé par la chaîne de magasins Waterstone's et la chaîne Channel 4 en 1996 l'élit « plus grand livre du siècle », loin devant 1984 de George Orwell. Ce résultat est confirmé peu après par des sondages réalisés par le Daily Telegraph et la Folio Society. En 2003, Le Seigneur des anneaux arrive encore en tête d'un sondage de la BBC concernant le livre favori des sondés.

#### En France
En France, le premier à évoquer Tolkien et son roman dans une publication est Jacques Bergier, tout d'abord par une mention dans Le Matin des magiciens (1960), puis plus longuement dans Admirations, en 1970. Celui-ci recommande ensuite Le Seigneur des anneaux à Christian Bourgois, qui le fait traduire et le publie en 1972-1973. La réception de la presse est alors bonne, tant locale (Le Républicain lorrain) que nationale : Le Point, Le Figaro où Jean-Louis Curtis fait l'éloge d'un livre qu'il avait proposé à la publication chez Julliard.
Par la suite, outre la citation du Seigneur des anneaux comme source de La Gloire de l'Empire, de Jean d'Ormesson (1971) et l'admiration manifestée par Julien Gracq pour un livre « où la vertu romanesque ressurgissait intacte et neuve dans un domaine complètement inattendu », ou encore celle manifestée par le père Louis Bouyer, ami personnel de Tolkien, dans ses Lieux magiques de la légende du Graal, il faut attendre vingt ans pour qu'un premier ouvrage critique, écrit par Pierre Jourde, soit publié sur Tolkien, avant ceux d'Édouard Kloczko, de Nicolas Bonnal et de Vincent Ferré. À la suite de la sortie des films de Peter Jackson, de nombreux ouvrages ont par la suite été traduits ou publiés.
Avant cette occasion, les critiques restent rares : divers articles dans la presse lors de la sortie des différentes traductions suivantes, articles commentés par Vincent Ferré comme pleins d'erreurs, un article de l'essayiste « traditionaliste » Julius Evola dans la revue Totalité qui célèbre la dimension spirituelle du livre en 1981, ou Les Cahiers de l'imaginaire l'année suivante. Les critiques littéraires rouvrent en 2001 Le Seigneur des anneaux, comme Patrick Besson, qui publie dans Le Figaro un article titré « Le Seigneur des Fachos », auquel répondent des spécialistes de Tolkien, parlant de « critiques largement réfutées ». Du reste, Le Figaro littéraire fait sa une à la même époque sur « Tolkien : le dernier des magiciens » où Jean-Marie Rouart, de l'Académie française affirme que :

« Avec le retour de Tolkien, dont le succès brave tous les ukases de la littérature expérimentale ou minimaliste, le romanesque reprend sa revanche : une orgie de féerie, un bain dans l'imaginaire le plus débridé, un abandon dans l'irrationnel. »

— Jean-Marie Rouart

### Postérité

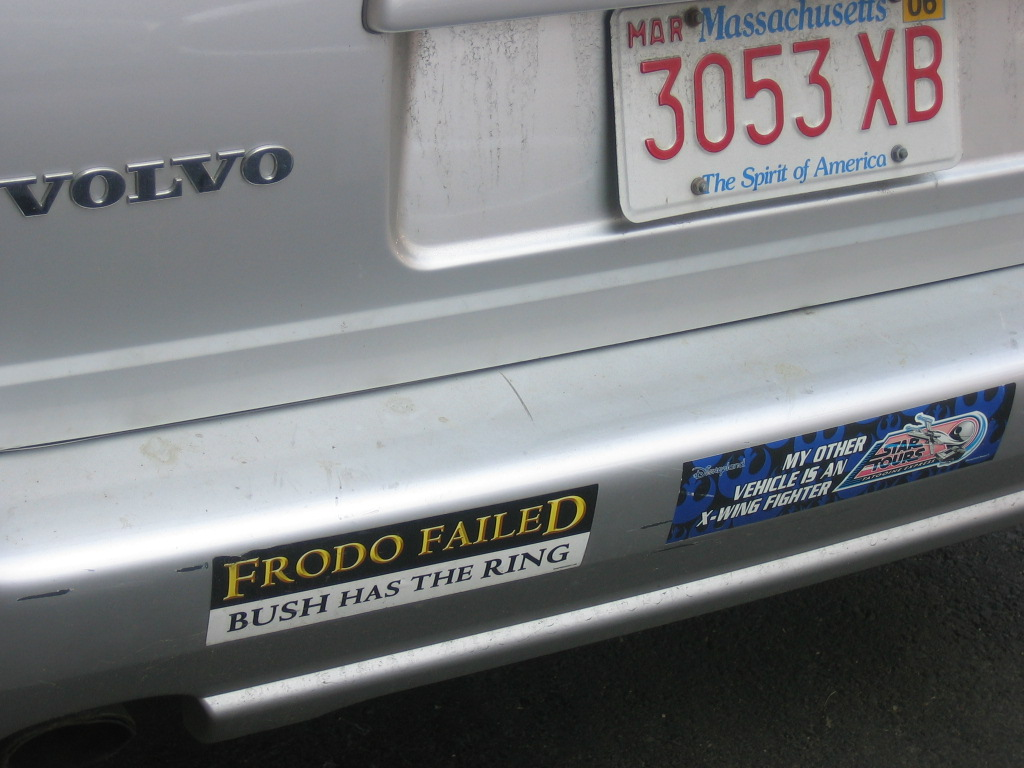
Exemple d'utilisation du Seigneur des anneaux à des fins satiriques : un autocollant de voiture disant « Frodon a échoué : Bush a l'Anneau ».

Forrest J Ackerman est le premier à entrer en contact avec J. R. R. Tolkien, en 1957, pour lui proposer une adaptation cinématographique du Seigneur des anneaux, alors que les ventes du livre restent confidentielles : il obtient les droits pour un an et penche pour un film en prise de vues réelle alors que l'auteur privilégie un film d'animation ; mais aucun producteur ne se montre intéressé.
Durant les années 1960 et 1970, Le Seigneur des anneaux devient la base d'un véritable phénomène : le livre est considéré comme un symbole de la contreculture,. On peut citer les slogans « Frodo Lives! » (« Frodon est vivant ») ou « Gandalf for President » (« Gandalf président »), très populaires chez les fans de Tolkien durant ces deux décennies, ou les nombreuses parodies dérivées de l'œuvre, dont la plus connue est sans doute Lord of the Ringards (Bored of the Rings), écrite par des rédacteurs du Harvard Lampoon et publiée en 1969.
En plein succès, les Beatles cherchent à monter une adaptation cinématographique sur l'impulsion de John Lennon ; ils s'accordent à ce que ce dernier joue le rôle de Gollum, Paul McCartney celui de Frodon, George Harrison celui de Gandalf et Ringo Starr celui de Sam ; Heinz Edelmann, qui travaille alors pour le quatuor sur leur film d’animation Yellow Submarine, imagine « un genre d’opéra, une sorte d’impression opératique […] une distillation de l’ambiance et de l’histoire qui n’aurait pas suivi chaque recoin de l’intrigue » ; mais Stanley Kubrick décline la proposition de réaliser ce projet et J. R. R. Tolkien n'est pas séduit par l'idée,.
Le studio United Artists achète les droits d'adaptation en 1969 pour 250 000 dollars : John Boorman est chargé de mener le projet et collabore avec Rospo Pallenberg ; les Beatles sont toujours envisagés par le studio dans le rôle des Hobbits ; mais le scénario élaboré est finalement rejeté par United Artists, ainsi que par d'autres studios dont Disney. Boorman et Pallenberg s'inspirent cependant de leur travail pour produire Excalibur (1981).
Le succès populaire du Seigneur des anneaux a pour effet d'étendre la demande pour la science-fiction et la fantasy. L'évolution de ce genre dans les années 1960 et 1970 est largement due au Seigneur des anneaux. Un grand nombre de livres dans la même veine sont alors publiés, comme Le Cycle de Terremer de Ursula K. Le Guin ou les livres de Shannara de Terry Brooks.
L'industrie du jeu de rôle a aussi été fortement marquée par Le Seigneur des anneaux : Donjons et Dragons, l'ancêtre du genre, inclut de nombreuses races issues du roman : hobbits, elfes, nains, demi-elfes, orques et dragons. Gary Gygax, principal créateur du jeu, maintient cependant n'avoir été que peu influencé par Tolkien, n'ayant inclus ces éléments que pour rendre son jeu plus populaire. L'univers de Tolkien a connu deux adaptations directes en jeu de rôle, la première en 1984 (JRTM, édité par Iron Crown Enterprises), la seconde à la suite de l'adaptation de Peter Jackson, en 2002 (Jeu de rôle du Seigneur des Anneaux, édité par Decipher).
Le livre a également influencé de nombreux musiciens. Le groupe de rock anglais Led Zeppelin a composé plusieurs morceaux qui font explicitement référence au Seigneur des anneaux : Ramble On (sur Led Zeppelin II), The Battle of Evermore et Misty Mountain Hop (sur Led Zeppelin IV), et Over the Hills and Far Away (sur Houses of the Holy). Le Seigneur des anneaux est souvent considéré comme ayant eu une influence directe sur Stairway to Heaven, la plus célèbre composition du groupe, mais Robert Plant a déclaré qu'il n'en était rien[réf. nécessaire]. Le musicien suédois Bo Hansson consacre l'intégralité de Music Inspired by Lord of the Rings, son premier album, au livre de Tolkien. Mirage, le second album du groupe Camel, contient trois morceaux inspirés par le livre (Nimrodel, The Procession et The White Rider). Le pseudonyme de Steve Peregrin Took, percussionniste du groupe T. Rex, vient du nom du hobbit Peregrin Touque. Le groupe de rock progressif canadien Rush a été également influencé par l'œuvre de Tolkien, avec la chanson Rivendell, par exemple. Rivendell est également le nom d'un groupe de folk-metal autrichien très influencé par l'univers elfique de Tolkien. Le dernier exemple évident d'influence de Tolkien dans le monde musical est la création en 1979 du groupe britannique de rock néo-progressif Silmarillion, qui deviendra rapidement Marillion dans sa forme définitive (un changement de nom pour éviter tout problème de copyright) et qui connaitra un grand succès sur la scène Européenne dans les années 80's. Toutefois, un seul titre du répertoire de Marillion, Grendel, une suite musicale de 17 minutes composée en 1982, est inspiré de Beowulf et de la mythologie scandinave, dans laquelle Tolkien avait lui-même puisé certaines de ses sources pour bâtir son œuvre.
L'œuvre de Tolkien a beaucoup inspiré les groupes de metal. La quasi-totalité de la discographie du groupe Summoning se fonde sur celle-ci. Le groupe de power metal allemand Blind Guardian a composé un grand nombre de morceaux contenant des références à l'œuvre de Tolkien. Plusieurs groupes, comme Burzum, Feminazgûl, Gorgoroth, et Amon Amarth, tirent leurs noms de termes forgés par J. R. R. Tolkien, en général associés au Mordor : le terme burzum (qui apparaît dans les vers gravés sur l'Anneau unique) signifierait « ténèbres » en noir parler, les Nazgûls sont des spectres contrôlés par Sauron, Gorgoroth est le nom d'une région du Mordor, et Amon Amarth est le nom sindarin du Mont Destin.

## L'univers

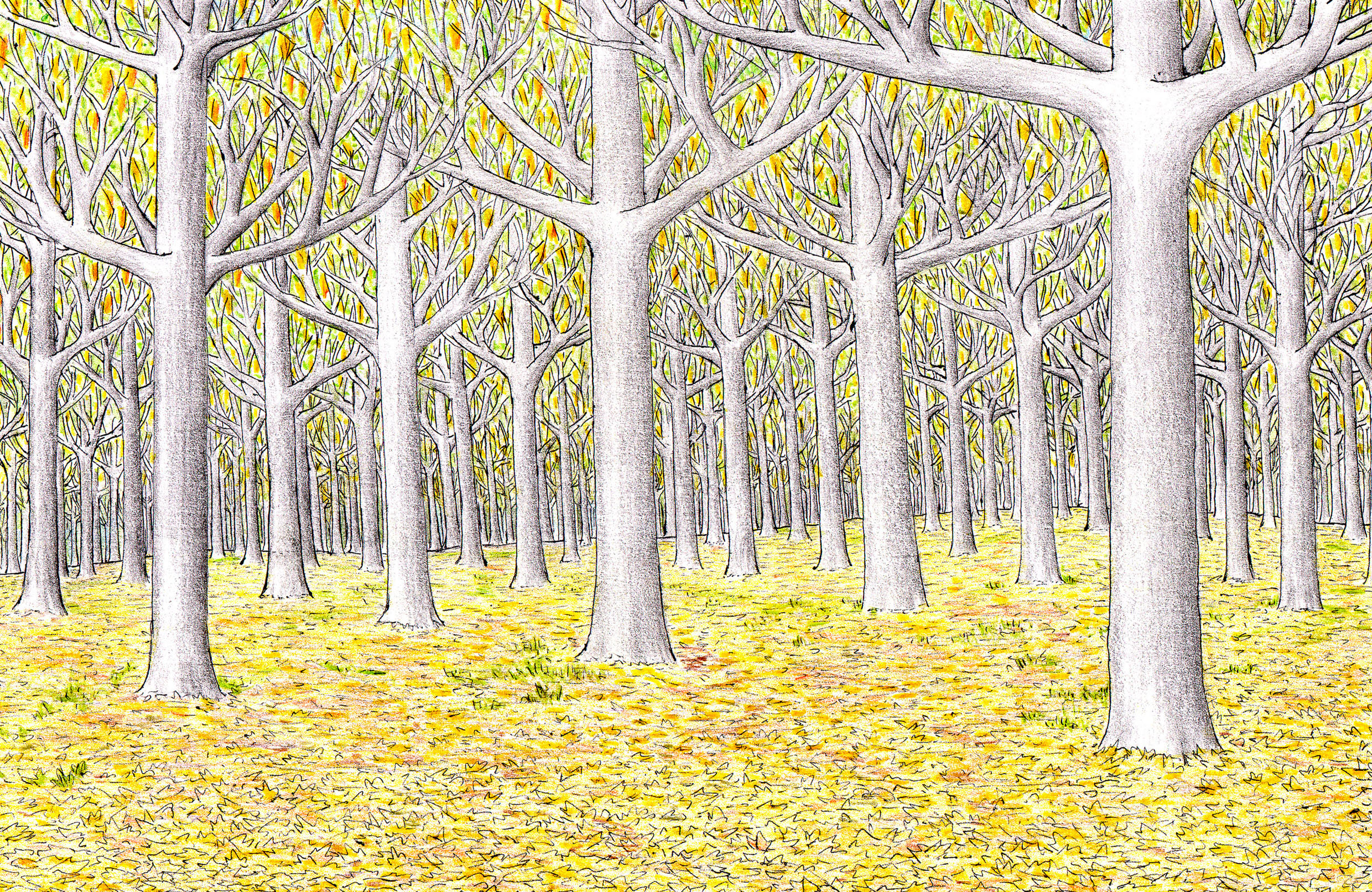
L'univers de la Terre du Milieu présente des paysages variés, des bois d'or de la Lothlórien…

L'histoire du Seigneur des anneaux se déroule sur la Terre du Milieu, principal continent d'Arda, univers créé de toutes pièces par l'auteur. J. R. R. Tolkien appelle ce travail littéraire « sous-création » (aussi traduit par « subcréation »). En réalité, Le Seigneur des anneaux n'a pas lieu sur une autre planète ou dans une autre dimension : il s'agit simplement d'un « passé imaginaire » de la Terre :

« J'ai construit, je le crois, une époque imaginaire, mais quant au lieu j'ai gardé les pieds sur ma propre Terre maternelle. Je préfère cela à la mode moderne qui consiste à rechercher des planètes lointaines dans l'« espace ». Quoique curieuses, elles nous sont étrangères, et l'on ne peut les aimer avec l'amour de ceux dont nous partageons le sang. »

— Lettre no 211 à Rhona Beare (14 octobre 1958)
Ce « passé imaginaire » est décrit avec une précision chirurgicale par son créateur, qui va jusqu'à réécrire des passages entiers du Seigneur des anneaux afin que les phases de la lune soient cohérentes. La géographie du récit a été soigneusement élaborée par l'auteur : « J'ai commencé, avec sagesse, par une carte, à laquelle j'ai subordonné l'histoire (globalement en apportant une attention minutieuse aux distances). Faire l'inverse est source de confusion et de contradictions. » Les trois cartes que comprend Le Seigneur des anneaux (la carte générale, celle de la Comté et celle représentant le Gondor, le Rohan et le Mordor à grande échelle) ont été dessinées par Christopher Tolkien d'après des croquis de son père.

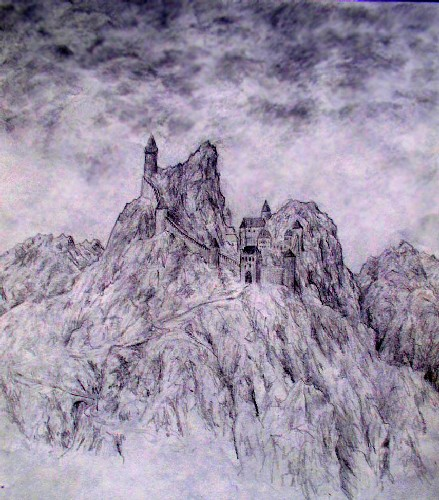
… aux menaçantes montagnes du Mordor.

Tolkien a doté la Terre du Milieu d'une histoire propre, de la création du monde à la naissance des hommes en passant par celle des Elfes et des Nains. Cette histoire, qui n'apparaît qu'en retrait dans le texte du livre, à travers les nombreuses allusions qui y sont faites et les poèmes qui émaillent le récit, est détaillée dans les Appendices, ainsi que dans Le Silmarillion. Elle sous-tend néanmoins Le Seigneur des anneaux tout entier, lui conférant une grande profondeur. Comme son auteur le reconnaît lui-même :

« Une partie de l’attrait du Seigneur des anneaux est due, je pense, aux aperçus d’une vaste Histoire qui se trouve à l’arrière-plan : un attrait comme celui que possède une île inviolée que l’on voit de très loin, ou des tours d’une ville lointaine miroitant dans un brouillard éclairé par le soleil. S’y rendre, c’est détruire la magie, à moins que n’apparaissent encore de nouvelles visions inaccessibles. »

— Lettre no 247 au colonel Worskett (20 septembre 1963)
Pour maintenir cette fiction historique, Tolkien prétend ne pas être l'auteur du Seigneur des anneaux, mais simplement son traducteur et éditeur, sa source étant le fictif Livre Rouge de la Marche de l'Ouest, c'est-à-dire les mémoires de Bilbon, qui forment Le Hobbit, et de Frodon, qui constituent Le Seigneur des anneaux. Par un procédé de mise en abyme, la page de titre de ce Livre Rouge est visible dans le dernier chapitre du Seigneur des anneaux, « Les Havres Gris » : il s'intitule La Chute du Seigneur des anneaux et le Retour du Roi.
La richesse du développement de la Terre du Milieu se voit aussi dans des domaines plus inattendus. Elle est peuplée de nombreuses créatures plus ou moins fantastiques, des mouches du Mordor aux trolls des cavernes. L'auteur s'est également soucié de la flore d'Arda dont l'elanor ou le mallorn sont les exemples les plus évidents. Pour ce qui est de l'astronomie, si les constellations et les planètes visibles dans le ciel nocturne sont les mêmes que les nôtres, elles reçoivent de nouveaux noms : par exemple, la Grande Ourse devient Valacirca, la « Faucille des Valar », et la planète Mars devient Carnil, « la Rouge ». Cette polyvalence ne va pas sans poser quelques problèmes à Tolkien, bien en peine de répondre à toutes les demandes de ses lecteurs :

« … beaucoup réclament comme vous des cartes, d'autres veulent des indications sur la géologie plutôt que sur les lieux ; beaucoup veulent des grammaires et phonologies elfiques et des exemples ; certains veulent de la métrique et de la prosodie […] Les musiciens veulent des mélodies et une notation musicale ; les archéologues veulent des précisions sur la céramique et la métallurgie. Les botanistes veulent une description plus précise des mallorn, elanor, niphredil, alfirin, mallos et symbelmynë ; et les historiens veulent davantage de détails sur la structure sociale et politique du Gondor ; ceux qui ont des questions plus générales veulent des informations sur les Chariotiers, le Harad, les origines des Nains, les Morts, les Béorniens et les deux mages (sur cinq) disparus. »

Le travail de Tolkien débute par la création de langues puis la mise en place d'un décor et de personnages parlant ces langues, élaborées pendant plus de soixante ans. Au début, les récits sont en quelque sorte là pour donner de la crédibilité aux langues et rendre leur existence plus vraisemblable : à un fâcheux, Tolkien répond que Le Seigneur des anneaux est « une tentative pour créer une situation dans laquelle on pourrait avoir comme phrase de salutation habituelle elen síla lúmenn' omentielmo, et que cette phrase précédait de beaucoup le livre ». Il s'agit clairement d'une exagération : l'expression elen síla lúmenn' omentielmo, qui signifie « une étoile brille sur l'heure de notre rencontre », n'est apparue qu'au cours de la rédaction du livre. Cette anecdote permet toutefois de saisir l'importance des langues dans l'œuvre de Tolkien, qu'il qualifie lui-même « d'inspiration fondamentalement linguistique ».

## Adaptations

### Films
Après un premier projet de dessin animé avorté, dont le scénario a été abondamment commenté par Tolkien, suivi de tentatives plus ou moins abouties par les Beatles ou John Boorman, la première adaptation du Seigneur des anneaux sur grand écran sort en 1978. Ce film d'animation, réalisé par Ralph Bakshi, ne couvre qu'une partie du récit : il s'arrête à la bataille de Fort-le-Cor. Le réalisateur néo-zélandais Peter Jackson a réalisé une seconde adaptation, intégrale, dont les trois volets sont sortis en salles entre 2001 et 2003.
En 2014 la chaine Arte diffuse À la recherche du Hobbit, une série documentaire en cinq épisodes de 26 minutes, produite par Yannis Metzinger et Alexis Metzinger, et réalisée par Olivier Simonnet. La série amène le spectateur aux sources des légendes et des inspirations qui ont mené J. R. R. Tolkien à écrire les romans du Hobbit et du Seigneur des anneaux.

### Série télévisée
En 1993, une série télévisée finnoise intitulée Hobitit est créée. Elle compte une saison comportant 9 épisodes de 30 minutes chacun. Elle présente uniquement les événements du Seigneur des Anneaux vécus par Frodon Sacquet et Samsagace Gamegie avec quelques exceptions comme la mort de Boromir. C'est aussi la seule adaptation où l'on voit Tom Bombadil et le nettoyage de la Comté.
En novembre 2017, Amazon acquiert les droits TV mondiaux du Seigneur des anneaux et annonce la production d'une adaptation en série,. Intitulée Le Seigneur des anneaux : Les Anneaux de pouvoir, elle prend place au Deuxième Âge et ne suit pas l'intrigue du roman. La série est diffusée sur Prime Video à partir du 2 septembre 2022.

### Radio
Deux versions radiophoniques du Seigneur des anneaux ont été produites par la BBC, en 1955 et en 1981. La première s'est faite sous le regard de Tolkien, qui a échangé une correspondance volumineuse avec le producteur Terence Tiller, tandis que la seconde, réalisée par Brian Sibley et Michael Bakewell, est généralement considérée comme la plus fidèle. Une troisième adaptation a été réalisée aux États-Unis en 1979.

### Jeux
De nombreux jeux sont adaptés de l'univers du Seigneur des anneaux. En premier lieu, plusieurs jeux de rôle en ont été directement dérivés, notamment par Iron Crown Enterprises (JRTM) et Decipher (Jeu de rôle du Seigneur des Anneaux). Plusieurs jeux de société en sont aussi adaptés. Par la suite, de nombreux jeux vidéo se sont inspirés de l'œuvre, ainsi que des jeux de société et de figurines. Les années 2000 ont connu une accentuation du phénomène à la suite du succès des adaptations cinématographiques de Peter Jackson.

### Musique
Dès 1965, Donald Swann met en musique six poèmes du Seigneur des anneaux et un des Aventures de Tom Bombadil, avec l'approbation de Tolkien, qui suggère un arrangement en plain-chant pour le Namárië. Les chansons sont publiées en 1967 dans le recueil The Road Goes Ever On: A Song Cycle, auquel Tolkien contribue en produisant des calligraphies des poèmes Namárië et A Elbereth Gilthoniel. La même année paraît chez Caedmon Records un enregistrement des chansons par William Elvin au chant et Donald Swann au piano.
Entre 1984 et 1988, le compositeur néerlandais Johan de Meij écrit sa Symphonie no 1 « Le Seigneur des anneaux » pour orchestre d'harmonie en cinq mouvements. Elle est créée le 15 mars 1988 à Bruxelles sous la direction de Nobert Nozy. En 2001, De Meij l'adapte pour orchestre symphonique, et cette nouvelle version est créée la même année par l'Orchestre philharmonique de Rotterdam.
L'ensemble danois du Tolkien Ensemble a publié quatre albums entre 1997 et 2005 qui reprennent l'intégralité des poèmes du Seigneur des anneaux, parfois avec la participation de l'acteur Christopher Lee, qui interprète Saroumane dans les films de Peter Jackson.

## L'anneau de Wagner
Tolkien est fasciné par l'univers de L'Anneau du Nibelung de Richard Wagner qu’il explore lors des rendez-vous avec le groupe académique The Kólbitar Club alors qu’il est étudiant à l’université d'Oxford. Il projette, dans les années 1930, de traduire le livret de La Walkyrie avec son ami C. S. Lewis. Ce dernier tente en 1934 d’emmener son frère W. H. Lewis et Tolkien voir une production complète du Ring à Londres. Selon la correspondance de C.S. Lewis, les trois amis se réunirent régulièrement pour étudier en détail les livrets de Wagner (trois ans avant les premières esquisses du Seigneur des anneaux).
Un lien semble donc exister entre l'œuvre de Tolkien et celle de Wagner, et pourtant l’écrivain ne cessera de rejeter toute association avec le compositeur allemand et son œuvre. Lors de la publication du Seigneur des anneaux en Suède entre 1959 et 1961, le traducteur Åke Ohlmarks étudie dans son avant-propos les nombreux parallèles entre les deux univers, ce qui ne manquera pas de provoquer une réaction âpre de la part de Tolkien. En effet, l'idée de l'Anneau unique qui gouverne le monde et trompe son porteur est aussi présente dans l'Anneau du Nibelung.
Tolkien nie cependant cette influence en affirmant : « Ces deux anneaux sont ronds, et c'est là leur seule ressemblance », en réponse à l'introduction de la traduction suédoise d'Åke Ohlmark qui affirme que « l'Anneau est, d'une certaine manière, der Nibelungen Ring ».
Comme le soulignent Wayne G. Hammond et Christina Scull, l'anneau d'invisibilité est un objet courant dans la littérature, que l'on retrouve dans les contes de fées d'Andrew Lang, chez Chrétien de Troyes (Yvain ou le Chevalier au lion) et jusque dans La République de Platon avec l'anneau de Gygès.
Certains auteurs, comme Bruno Lussato, soulignent qu'on ne peut nier la présence dans les deux œuvres de certains éléments communs : un anneau qui contient un pouvoir illimité et qui possède un sortilège rendant invisible son propriétaire ; en réalité, chez Wagner, c'est le heaume qui donne l'apparence souhaitée.